# Айбугир-кала
Айбугир-кала (туркм. Aýböwür gala) - исчезнувший город (крепость) Туркменистана, существовавший в древности и средневековье. Развалины крепости находятся в 60 км к северо-западу от г. Кёнеургенч на территории этрапа им. Сапармурата Туркменбаши Дашогузского велаята страны. Свое название крепость получила от находящегося в этом-же этрапе аула Айбугир и возвышенности Айбугир. На территории городища была обнаружена самая древняя в Средней Азии надпись, датируемая V-III вв. до н.э.. В прошлом, город был частью Хорезма.

## Описание
Айбугир-кала состоит из двух крепостей: Большая Айбугир-кала и Малая Айбугир-кала.  
Большая Айбугир-кала

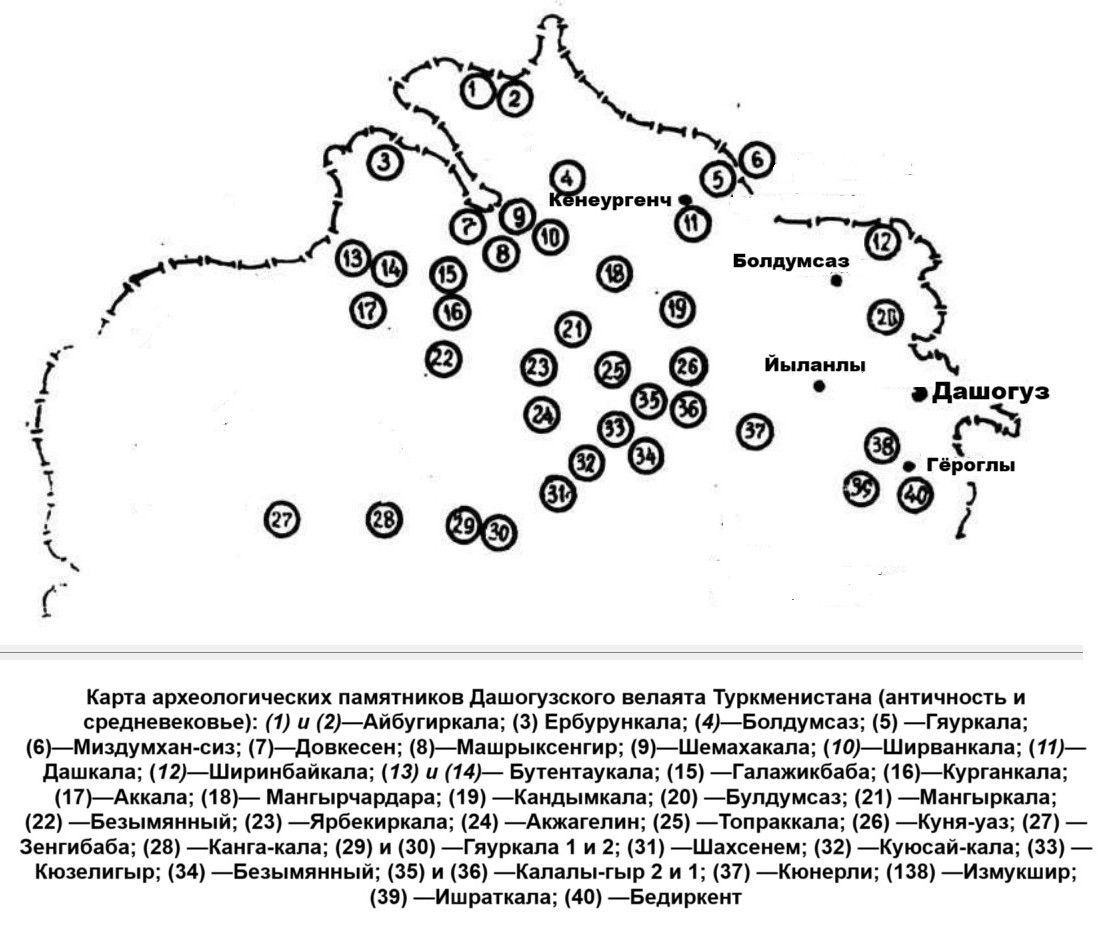
Карта расположения археологических памятников Дашогузского велаята (Туркменистан)

Городище Большая Айбугир-кала площадью около 6 га находится у подножья плато, на нижней террасе; над ней высятся еще две террасы чинка; склоны их достаточно покаты для спуска; у крепости соединяются несколько больших троп, идущих с Устюрта. Первоначальное обследование проводилось с воздуха во время авиаразведок, затем путем наземного обследования, при этом было обнаружено, что хотя внешняя стена памятника в Средние века была перестроена, средневековый слой городища незначителен, а основная масса археологического материала принадлежит к античной эпохе.
В плане Большая Айбугир-кала имеет неправильные очертания: общая длина крепости составляет примерно 300 м, наибольшая ширина 200 м. Высота которой западной стены местами достигает пяти слоев пахсовой кладки; у середины стены хорошо видны остатки круглой башни. Особый интерес представляет северная стена городища, где к пахсовои кладке, сохранившейся на высоту до 4,5 м, на одном участке примыкают с юга остатки мощной (3 м толщины), более древней стены, тоже пахсовой. Далее к востоку стена поднимается на каменный бугор, полностью включенный в пределы крепости. Здесь кладка уже не пахсовая, а из каменных плит, положенных на материк (каменную поверхность бугра). В северовосточной стене под пахсой сохранилась древняя кладка из сырцового кирпича античного времени. Местами на поверхности выступают каменные плиты, остатки фундаментов зданий.
Фрагменты серой средневековой керамики встречаются в основном близ стен городища; внутри крепости се очень мало, зато обильна античная, кангюйского времени, орнаментированная кругами, нанесенными красноватокоричневым ангобом; многочисленны фрагменты с красным ангобом и зеркальным лощением по нему. Формы и крупных сосудов (хумы), и мелких (тонкостенные красные лощеные чашки, кувшины и др.) характерны также для первых веков до нашей эры и рубежа нашей эры. Античная керамика Большой Айбугир-калы отличается своеобразием глиняного материала, что вероятнее всего, связано  с качеством местных глин.
Малая Айбугир-кала
Другое название Баккал-кала или Баккалтам дано местными туркменами, в переводе с туркменского языка означает «Крепость купца» или «Дом купца». 
Городище Малая Айбугир-кала находится  на нижней террасе чинка Устюрта в 23,5 км восточнее башни на бугре Айбугир (Галыгумбез). Городище размером 19x16,8 м ориентировано углами по странам света (рис. 2, 4) и окружено стенами высотой до 3,7 м и шириной по основанию — 1,90—2,04 м. Построены из пахсы, в которую ради экономии глины из-за трудности ее поднятия от подножия чинка включено большое количество плит устюртского ракушечника. Плиты в настоящее время выступают на разных уровнях на наружных и внутренних поверхностях стен. По углам имеются башни круглой в плане формы диаметром по основанию 4,7 м с внутрибашенными помещениями пятигранной в плане формы. Полностью сохранилась башня на восточном углу. Вход шириной 0,95 м находится в середине юго-восточной стены между двумя пилонами полуовальной формы, отстоящими на расстоянии 2,5 м друг от друга. Ширина их по стене — 1,7 и 1,9 м. Они выступают за плоскость стены на 1 м. От угловых башен они отстоят на 2,5 м. Поверхности стен и башен украшены вертикальными полосами, которые придают стене видимость кладки большими блоками и имеют декоративное назначение. Аналогичный строительный прием широко применялся в архитектуре Хорезма X — начала XIII вв.  

## Исследования
Первоначальные исследования крепости проводились Хорезмской экспедицией во главе с С.П.Толстовым в 1949-1953 г.